# Gorgonocephalus eucnemis
Gorgonocephalus eucnemis (лат.) — вид горгоноцефалов, морских донных животных из класса офиур (Ophiuroidea) типа иглокожих (Echinodermata). Крупная ветвистолучевая офиура с диском диаметром до 14,3 см и многократно дихотомически ветвящимися лучами. Бореально-арктический циркумполярный вид, обитающий на шельфе и континентальном склоне северной части Евразии и Северной Америки на глубинах до 1850 м. Достаточно многочисленный, местами массовый вид, в некоторых бентических биоценозах составляющий одну из основных частей биомассы. Питается, отфильтровывая из воды крупный зоопланктон, захватывая его многочисленными очень гибкими концевыми ответвлениями лучей. Размножается, как и многие морские беспозвоночные, вымётывая половые продукты непосредственно в воду. Яйца и личинки входят в состав морского зоопланктона, молодые офиуры на ранних стадиях развития паразитируют на коралловых полипах, питаясь их внутренними тканями, подросшие селятся на дорсальной поверхности тела взрослых горгоноцефалов своего вида, питаясь их уловом. Иногда служат пищей хищным рыбам. Один из 10 видов широко распространённого в полярных и умеренных водах всего мира рода горгоноцефалов, самых крупных офиур.

## Этимология
Густо ветвящиеся, очень гибкие и подвижные лучи при движении делают его похожим на голову мифического чудовища горгоны со змеями вместо волос на голове, из-за чего его, как и другие виды горгоноцефалов, называют «голова горгоны». Собственно научное название рода Gorgonocephalus и происходит от греч. Γοργών — «горгона» и греч. κέφαλος — «голова». Видовое название eucnemis происходит от греч. εὖ, что означает «настоящий, хороший, подходящий», и греч. κνήμη — «голень» или «нога».

## Описание
Одна из самых крупных офиур, диаметр диска может достигать 14,3 см, а длина каждого луча — 70 см. Как и у всех офиур, тело Gorgonocephalus eucnemis имеет радиальную симметрию с несколько уплощённым и закруглённым пентагональной формы диском в центре и отграниченными от него пятью длинными, гибкими и подвижными членистыми лучами. Диск и лучи покрыты мягкой толстой кожей. На обеих сторонах диск имеет по пять пар радиально расположенных выступающих рёбер, образованных вытянутыми радиальными щитками и размещённых попарно соответственно над и под каждым лучом. Рёбра покрыты большим количеством одинаковых мелких округлых гранул, межрёберные пространства на поверхности диска чаще всего гладкие, но с аборальной (верхней) стороны иногда также покрыты очень мелкими зёрнышками, расположенными, однако, значительно менее густо, чем на рёбрах. У дальневосточных популяций Gorgonocephalus eucnemis на диске, особенно на радиальных рёбрах, помимо гранул и зёрен иногда бывают также крепкие шипы, количество которых может сильно варьировать. Оральная (нижняя) сторона диска гладкая, но иногда на ней также имеется небольшое количество зёрен. По краям диск окружён поясом из расположенных между лучами маргинальных пластинок. На оральной стороне диска в центре находится пятиконечный рот с пятью челюстями, по краям которых размещены ротовые папиллы. Расположенные за ними, в глубине рта, зубы и зубные папиллы одинаковые, игловидные, размещены беспорядочно. Края половых чешуй усажены крупными гранулами или колючками.

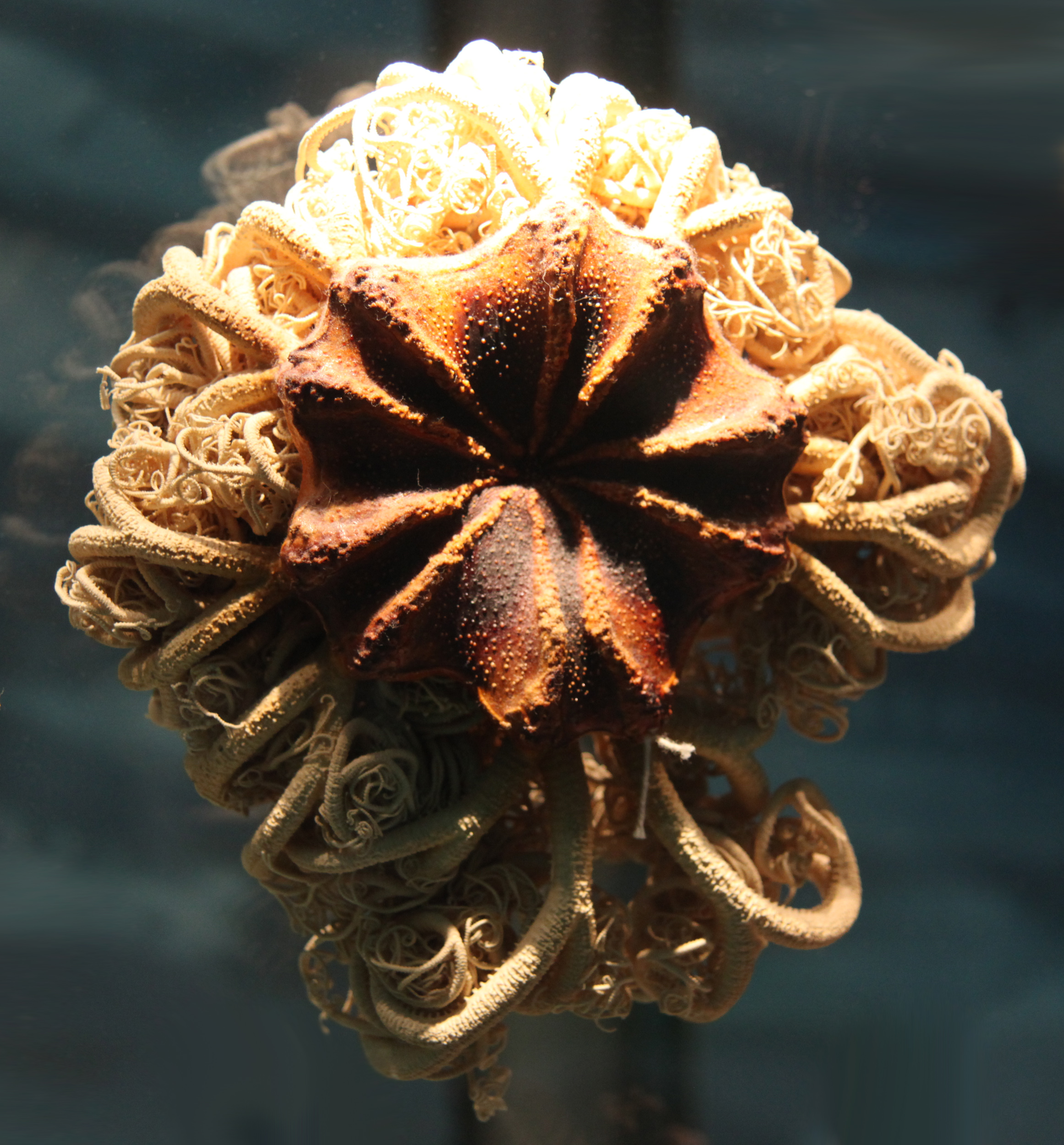
Диск Gorgonocephalus eucnemis, хорошо видны радиальные рёбра и мелкая зернистость на его поверхности. Лучи свёрнуты в плотные клубки. Экспонат Национального музея естественной истории.

Лучи Gorgonocephalus eucnemis относительно толстые, многократно дихотомически ветвящиеся (количество ветвлений достигает по крайней мере 12), с короткими расстояниями между ветвлениями, могут образовывать до нескольких тысяч конечных ответвлений. Наиболее толстыми лучи являются у своего основания, ответвления каждого следующего порядка по толщине меньше предыдущего. Длина каждого луча в 4—5 раз превышает диаметр диска. Первое раздвоение лучей находится уже под краем диска, поэтому при взгляде сверху создаётся впечатление, что от него отходят не пять, а десять лучей. Лучи могут сгибаться в любом направлении, более тонкие их ветви очень гибкие, способны вентрально (по направлению ко рту) сворачиваться в довольно плотные кольца и клубки. Сверху и с боков на лучах также имеются мелкие гранулы, с нижней (оральной) стороны они гладкие. От самого основания лучи имеют на боковых щитках очень короткие сужающиеся к концам гладкие иглы, которые расположены поперечными рядами по 2—4 иглы в каждом и обращены вниз. Ветви лучей покрыты микроскопическими крючочками, количество и размер которых увеличивается ближе к концам. Концы лучей со всех сторон опоясаны кольцами мелких крючочков, которые на тонких конечных ветвях бывают хорошо видны. Крючочки, кроме конечных, имеют один боковой зубец. На боковых поверхностях лучей имеются щели, в которых находятся эктодермальные сумки (органы дыхания).
На ранних стадиях развития горгоноцефалы имеют простые, неразветвлённые лучи (стадия настоящей офиуры). При достижении определённого возраста лучи начинают раздваиваться на концах. Сначала на каждом луче образуется по две ветви, со временем каждая из этих ветвей делится ещё на две и так далее, пока каждый луч не становится похож на ветвь дерева.

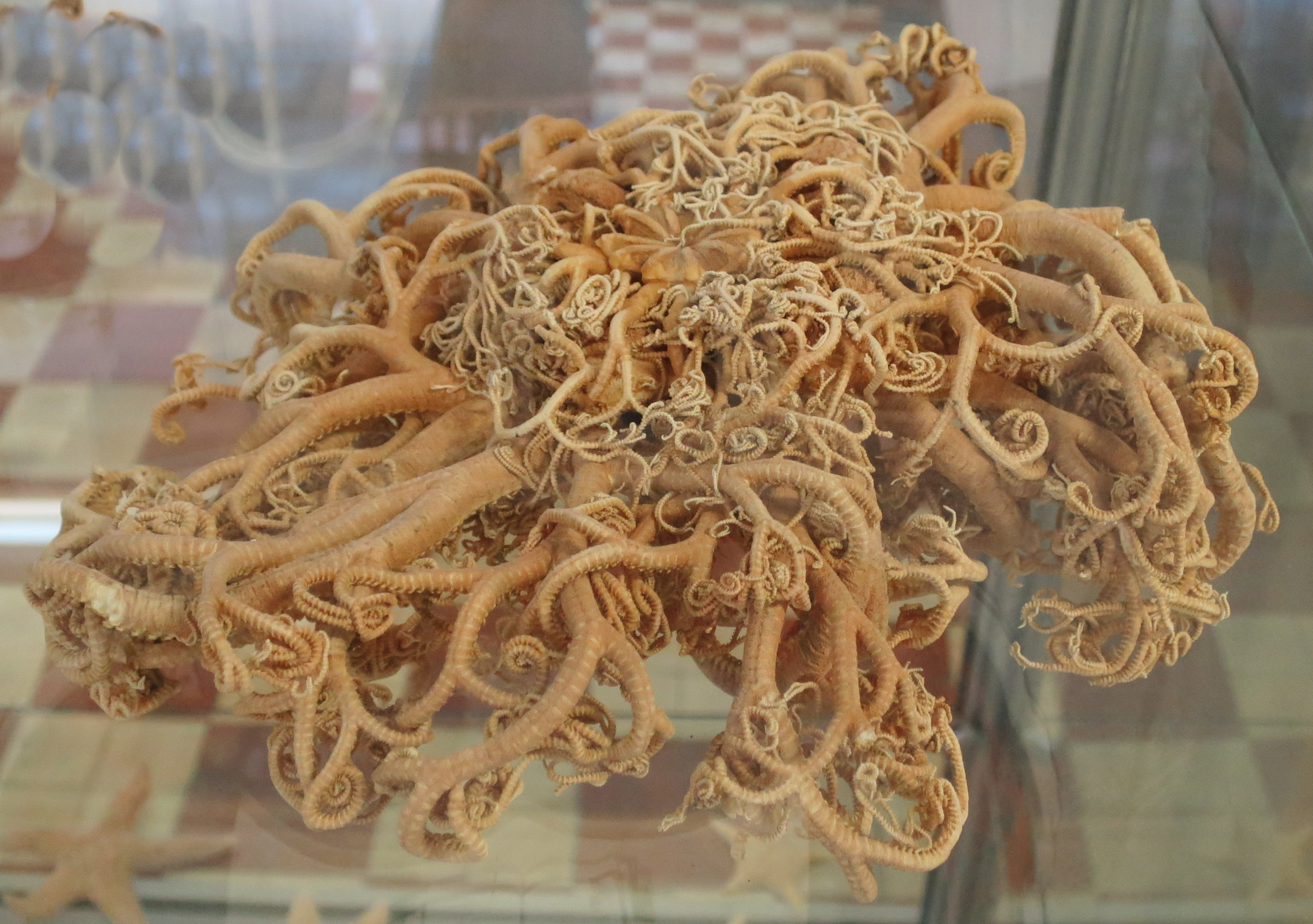
Gorgonocephalus eucnemis из бассейна Северного Ледовитого океана. Экспонат Мурманского областного краеведческого музея.

Цвет животного может быть от почти белого до бежевого, желтовато-оранжевого, оранжевого и желтовато-бурого с пёстрым розовым или оранжево-красным рисунком. Диск, как правило, темнее лучей.
Представители разных популяций вида Gorgonocephalus eucnemis могут достаточно сильно отличаться по количеству, густоте расположения и размерам гранул и зёрен на диске, интенсивности ветвления лучей, окраске и т. п. Так, среди горгоноцефалов, обитающих в дальневосточных морях, выделяют 3 основные формы, имеющие между собой множество переходных форм:
- f. caryi — рёбра диска покрыты множеством мелких одинаковых гранул; промежутки между рёбрами гладкие или с немногочисленными гранулками; лучи у основания с аборальной стороны и с боков покрыты мелкими и настолько тесно расположенными гранулами, без голых промежутков, что кажутся гладкими;
- f. stimpsoni — рёбра диска усажены немногочисленными и неодинаковыми грубыми зёрнами и бугорками; в промежутках между рёбрами также могут быть одиночные зёрна; лучи у основания покрыты поперечными рядами более грубых и однородных зёрен, промежутки между этими рядами гладкие;
- f. japonicus — диск абсолютно гладкий (как на рёбрах, так и между ними), лишь изредка не рёбрах бывают мелкие редко расположенные гранулы, покрыт толстой, часто собранной в складки кожей; вся оральная сторона животного и бока лучей без гранул.

## Ареал и места обитания

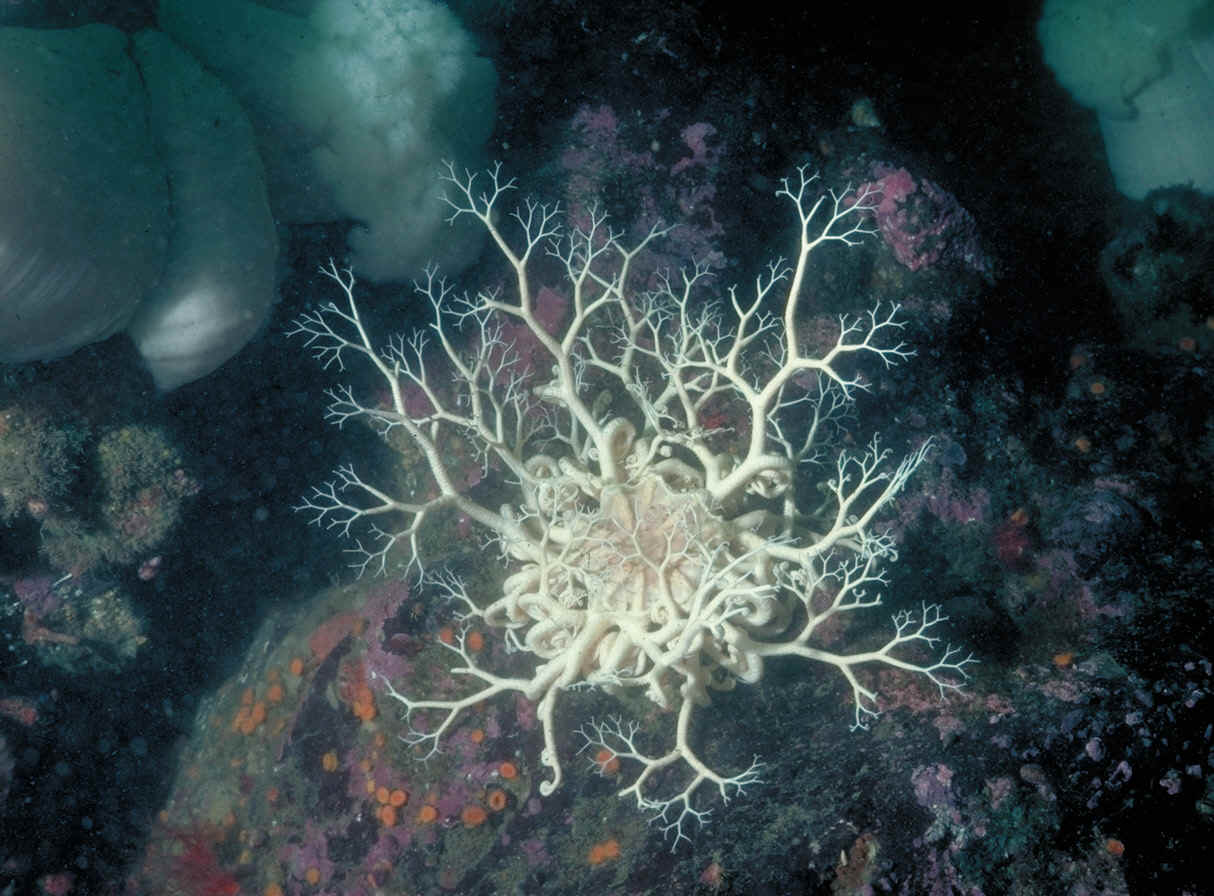
Живая особь Gorgonocephalus eucnemis на морском дне

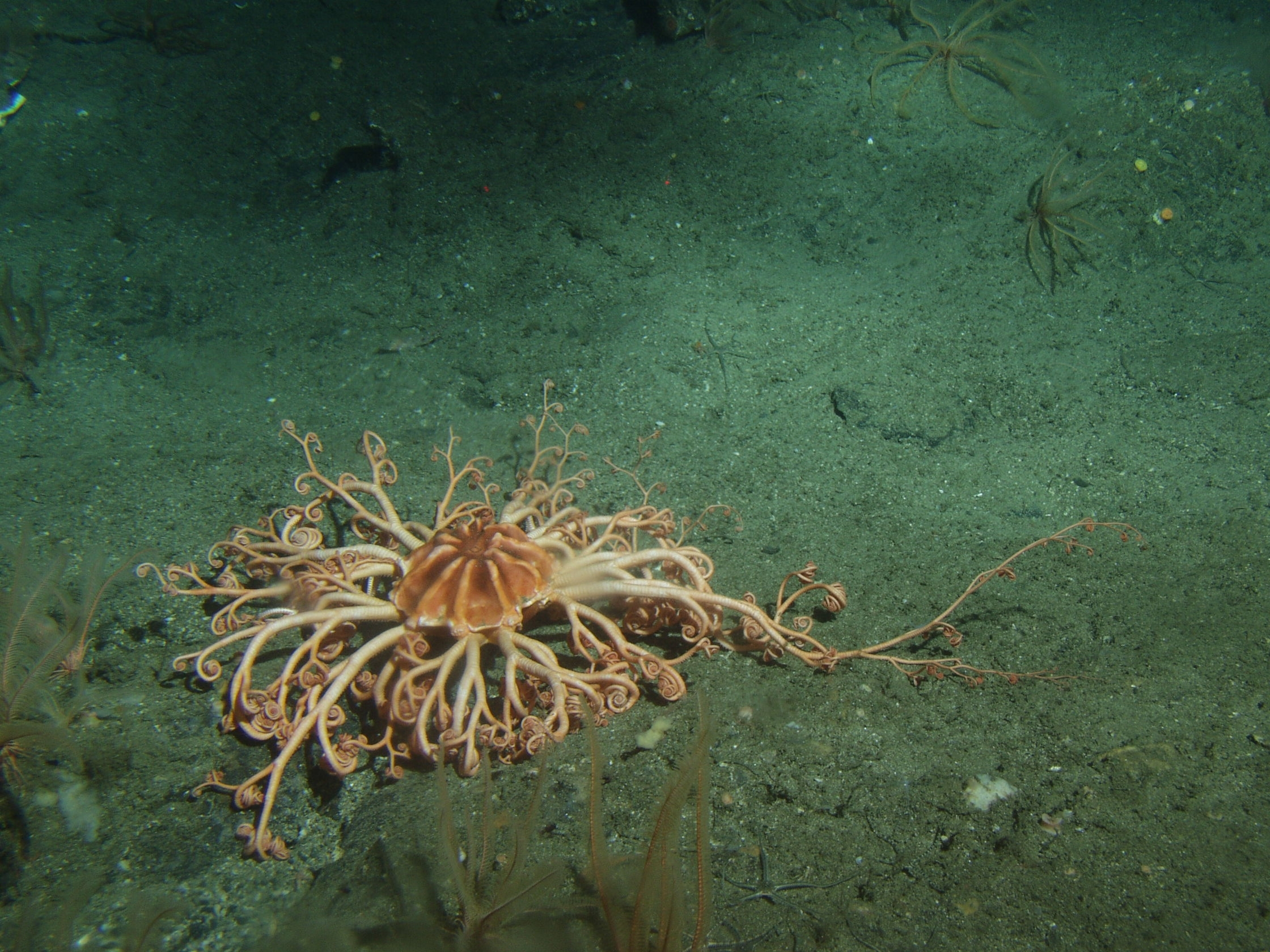
По морскому дну Gorgonocephalus eucnemis передвигается при помощи своих лучей. Побережье Калифорнии, северо-восток Тихого океана.

Арктический, субарктический и бореальный вид, распространённый циркумполярно в Северном Ледовитом и северных частях Атлантического и Тихого океанов. В Северном Ледовитом океане Gorgonocephalus eucnemis проникает на север до 82° северной широты. В Северной Атлантике ареал вида простирается на юг до полуострова Кейп-Код в Северной Америке, Фарерских островов и северо-западных берегов Скандинавского полуострова в Европе. В Северной Пацифике область распространения вдоль азиатского побережья доходит на юг до Японского моря, а вдоль американского — до Калифорнийского полуострова. Наиболее южное местонахождение вида Gorgonocephalus eucnemis находится у острова Гуадалупе в северо-восточной части Тихого океана на 29,1° с. ш.
Обитает в сублиторальной зоне на глубине от 8 до 1850 м, в дальневосточных морях — до 785 м, а в целом в Северной Пацифике — до 1054 м, но обычно встречается на глубинах не более 140 м. Предпочитает участки дна с сильным течением и скалисто-каменистым грунтом, поселяется на скалистых рифах, однако встречается и на каменисто-песчаном и даже илистом грунтах с выступающими валунами и зарослями роговых кораллов и морских перьев, водится во фьордах (в частности на Шпицбергене). Обитает в водах с температурой −1,7…+5°С, в южных частях ареала до +17,2°С, однако предпочитает температуру около 0°С.
Воды, в которых обитают горгоноцефалы Gorgonocephalus eucnemis, имеют следующие химические показатели:
- солёность — 31,3—35,4 ‰;
- концентрация растворённого кислорода O2 — 0,52—8,64 мл/л;
- концентрация нитратов NO3− — 1,16—44,77 мкмоль/л;
- концентрация фосфатов — 0,32—3,32 мкмоль/л;
- концентрация силикатов — 1,78—160,83 мкмоль/л.

## Образ жизни и питание

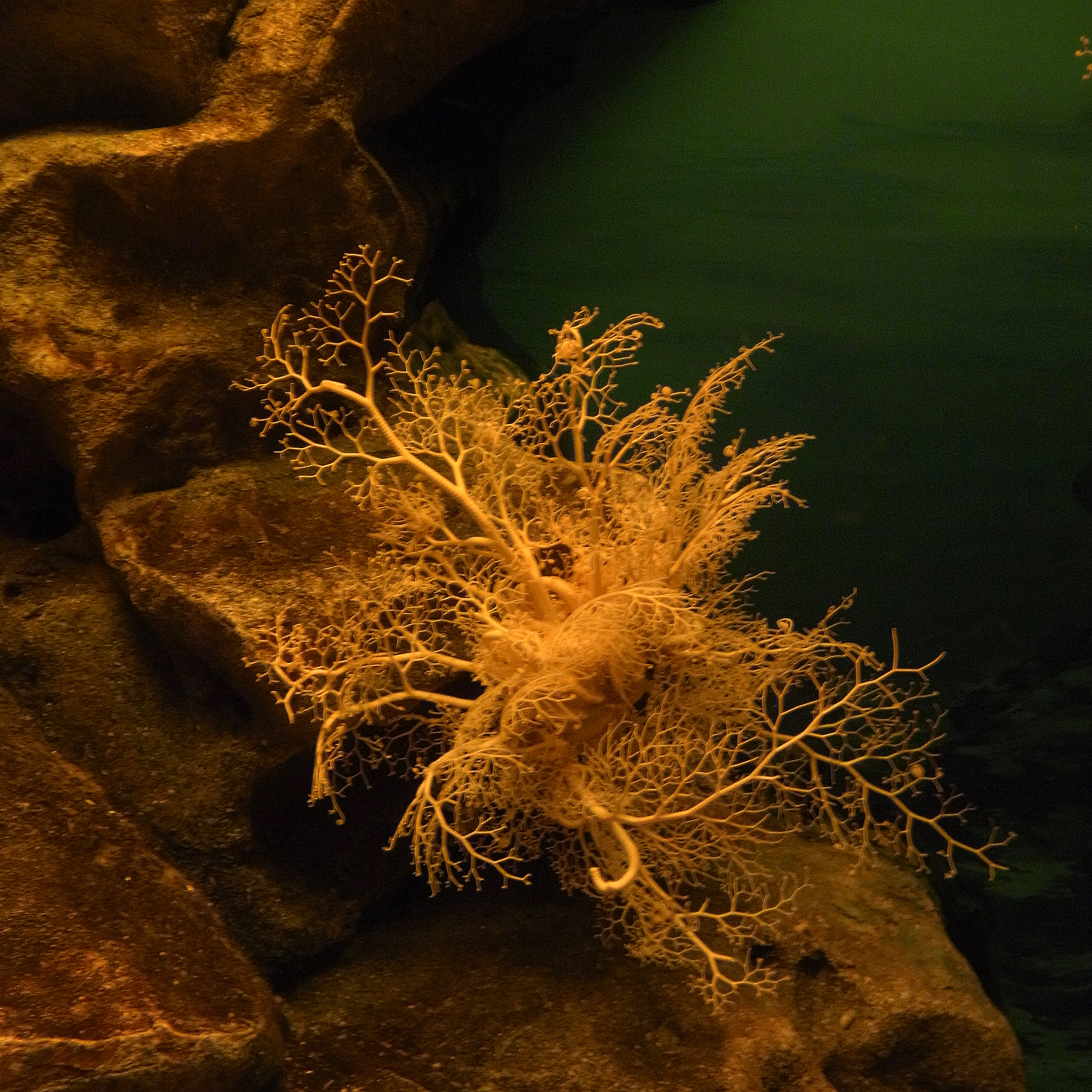
Устроившись повыше на камне, Gorgonocephalus eucnemis выпрямляет лучи, распуская свою ловчую сеть навстречу потоку воды, приносящему зоопланктон

Взрослые особи Gorgonocephalus eucnemis активны преимущественно в ночное время. По способу питания горгоноцефалы являются пассивными фильтраторами приносимого течением макроскопического зоопланктона — мелких морских животных, которых они улавливают широко расставленными лучами с выпрямленными ветвями, направленными более или менее перпендикулярно течению. Перед охотой офиуры располагаются на крупных камнях или возвышенностях дна так, чтобы течение их свободно омывало. При этом частью ветвей они хватаются за предмет, на котором находятся, а покрывающие лучи крючочки способствуют более надёжному закреплению животного на субстрате. В местах, где встречаются крупные кораллы (как правило, восьмилучевые из родов Psammogorgia, Gersemia, Primnoa и отряда морских перьев), например, у побережья южных Курильских островов, а также губки и морские лилии, горгоноцефалы могут заползать на них и, обвивая их ветвями своих лучей, располагаться таким образом. Бывали случаи, когда этих офиур находили на проложенных под водой трубах газопровода. Плотность популяции Gorgonocephalus eucnemis может достигать по крайней мере 40 особей на 100 м² (1 особь на 2,5 м²), а биомасса — 154,5 кг/га, в некоторых местах, например, на шельфе и в верхней части континентального склона юго-восточной Камчатки, они являются основным фонообразующим видом биоценоза бентоса каменистых грунтов.
Зацепившихся за многочисленные мелкие крючки на лучах организмов они плотно обвивают очень гибкими тонкими ветвями и переносят к находящемуся на нижней стороне диска рту (точный механизм перемещения пищи не выяснен). Выделяемая железами кожи слизь способствует более надёжному захватыванию добычи. В ловушку горгоноцефалов чаще всего попадают мелкие ракообразные (преимущественно веслоногие) и щетинкочелюстные, а также изредка небольшие медузы и личинки рыб. Максимальный размер отлавливаемых таким образом пищевых организмов составляет примерно 3 см. Иногда Gorgonocephalus eucnemis поедают также мелких донных животных, таких как морские перья Stylatula elongata, и детрит, который собирают со дна вместе с грунтом.

## Размножение и развитие
Размножение происходит ежегодно в течение шести месяцев с июня по ноябрь. Раздельнополые животные, однако иногда среди них могут встречаться гермафродиты, количество которых в отдельных популяциях может доходить по крайней мере до 2,6 %. Яйца и сперму офиуры вымётывают в сумеречное и ночное время, прямо в воду, где происходит оплодотворение. Оплодотворённые яйца имеют диаметр 0,22 мм (220 мкм), их цвет варьирует от светло-оранжевого до кораллового. Дробление яйца начинается через 3 часа после нереста, через 12 часов большинство эмбрионов имеет от 16 до 64 клеток. Стадии бластулы зародыш достигает через 24 часа после оплодотворения, гаструляция начинается примерно через 40 часов. Оплодотворённые яйца и личинки входят в состав зоопланктона. Только что вылупившиеся личинки имеют двустороннюю симметрию тела и лишены органов передвижения, лучевую симметрию начинают приобретать в пятидневном возрасте.
Молодые особи на ранних стадиях развития (диаметр диска у них в это время менее 1 мм) ведут паразитический образ жизни, поселяясь на коралловых полипах рода Gersemia (в частности G. rubiformis) и питаясь их мягкими тканями, в том числе эпителием. Позднее, когда на их лучах появляется по несколько ветвлений, молодые офиуры покидают полипы, находят взрослых горгоноцефалов своего вида и забираются им на спины, где живут некоторое время, ведя полупаразитический образ жизни, питаясь застревающими в разветвлениях их лучей мелкими организмами. Они могут наносить повреждения взрослым офиурам, на которых поселяются, соскабливая их кожу. Молодые горгоноцефалы покидают спины взрослых и переходят к самостоятельной жизни только тогда, когда их лучи становятся достаточно длинными и разветвлёнными, чтобы самостоятельно эффективно ловить зоопланктон. До достижения 5,5 см в диаметре диска молодые Gorgonocephalus eucnemis растут относительно быстро, после этого рост несколько замедляется. Когда горгоноцефалы становятся взрослыми, их диск имеет диаметр 7,0—8,5 см.

## Враги и паразиты
Опасность для офиур Gorgonocephalus eucnemis представляют в основном достаточно крупные хищные рыбы. Например, в Северной Пацифике ими изредка могут питаться тихоокеанская треска (Gadus macrocephalus) и желтопёрая камбала (Limanda aspera).
На офиурах Gorgonocephalus eucnemis паразитируют кольчатые черви из семейства Protomyzostomidae класса мизостомид. В Баренцевом, Карском морях и море Лаптевых в их половых железах поселяется вид Protomyzostomum polynephris Fedotov, 1912. Гонады у офиур находятся в бурсальных полостях, открывающихся во внешнюю среду широкими щелями. Предполагается, что именно через эти щели молодые черви проникают в своих хозяев. Они обитают в бурсальных полостях, под бурсальным эпителием и в толще гонад офиур, где могут свободно передвигаться. Паразиты питаются высококалорийными тканями семенников или яичников, образуя в них полости и приводя в итоге к частичной или значительной кастрации хозяина в зависимости от степени заражения. Наличие этих паразитов негативно сказывается также на состоянии кровеносной системы офиур и организма в целом. В ответ на инвазию в гонадах хозяина происходит разрастание и значительное уплотнение соединительной ткани, в результате чего вокруг червей формируются капсуловидные, с плотными стенками, со временем затвердевающие цисты, сначала полузамкнутые, а затем полностью замкнутые. Взрослые черви обитают внутри этих цист, питаясь в основном фагоцитами, которые в больших количествах скапливаются в их полостях, местами выстилая их внутреннюю поверхность, а также попавшими в них остатками гонад. Длина взрослых червей P. polynephris достигает 20—25 мм. В каждой цисте их одновременно может находиться от 1 до 5 особей. Этими паразитами может быть заражено до половины популяции горгоноцефалов, в каждом из которых может находиться от одного до по крайней мере 119 червей (в среднем было обнаружено 10 экземпляров).
В Северо-Западной Пацифике, в Охотском и Беринговом морях другой вид — Protomyzostomum cystobium Nigmatullin, 1970 — паразитирует на коже горгоноцефалов формы G. eucnemis f. caryi. На оральной стороне лучей, преимущественно на дихотомах I—II порядков, и, реже, диска горгоноцефалов, при заражении червями этого вида образуются имеющие вид галлообразных вздутий полностью замкнутые цисты размером 25 × 15 мм. Снаружи они покрыты покровным эпителием офиур, под которым расположено несколько разных слоёв ткани. Внутренняя полость цисты выстлана высоким многорядным эпителием, в основном им, а также фагоцитами, питаются паразиты. В каждой цисте обитает один или, чаще, два взрослых червя. Размерами они немного меньше предыдущего вида. Внутри цист они размножаются, в них развиваются их зародыши и личинки. На одном горгоноцефале может находиться до 28 таких цист, а общая заражённость отдельных популяций может достигать 8 %.

## Классификация
Вид Gorgonocephalus eucnemis был впервые описан немецкими зоологами И. П. Мюллером и Ф. Г. Трошелем в 1842 году и первоначально отнесён к роду Astrophyton. Позднее под названиями «caryi», «stimpsoni», «japonicus» и «malmgreni» было описано ещё четыре формы горгоноцефалов из Северной Пацифики и бассейна Северного Ледовитого океана, которым изначально был присвоен таксономический ранг видов. Однако со временем первые три из них, обитающие в северной части Тихого океана, были объединены в один вид — Gorgonocephalus caryi — восточный горгоноцефал, который долгое время считался самостоятельным видом. Форма «malmgreni» была отождествлена с «eucnemis», включавшей североатлантические и арктические популяции и известной под названием североатлантический горгоноцефал (Gorgonocephalus eucnemis). В настоящее время многие исследователи рассматривают все перечисленные формы как единый биологический вид, хотя некоторые российские авторы по-прежнему считают Gorgonocephalus caryi и Gorgonocephalus eucnemis разными видами.

#### Близкородственные виды

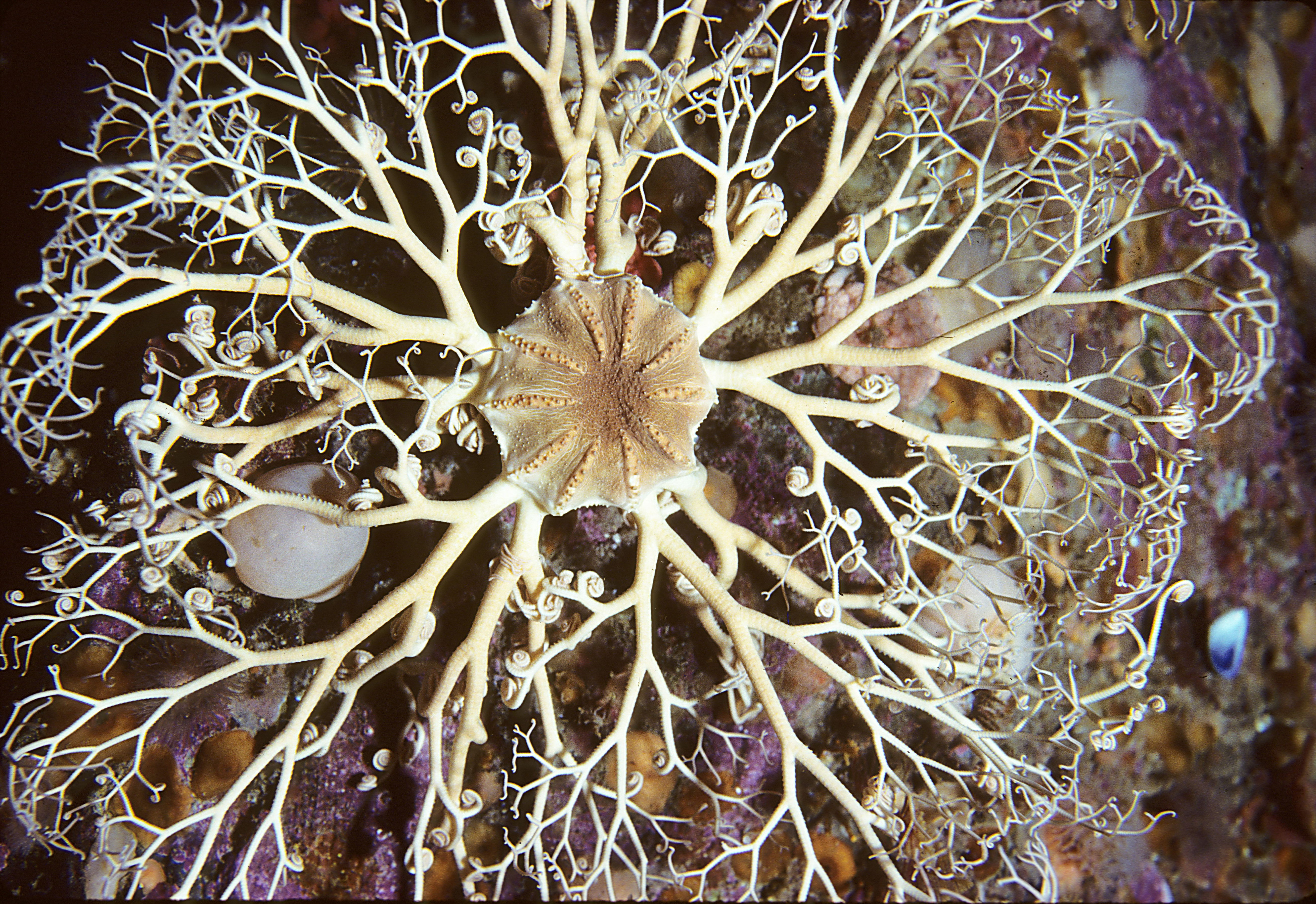
Горгоноцефал G. arcticus отличается от G. eucnemis наличием шипов на рёбрах диска и более стройными лучами

Gorgonocephalus eucnemis — один из 10 видов офиур рода горгоноцефалов (Gorgonocephalus), распространённых в холодных и умеренных водах обоих полушарий. Наиболее близкородственным является также обитающий на континентальном шельфе в морях Арктики вид Gorgonocephalus arcticus, от которого Gorgonocephalus eucnemis отличается более многочисленными, равномерно расположенными и мелкими гранулами на рёбрах диска, без больших твёрдых шипов, и относительно более толстыми лучами с более короткими расстояниями между ветвлениями. Из всех форм данного вида на Gorgonocephalus arcticus больше всего похожа Gorgonocephalus eucnemis f. stimpsoni. В целом различия между формами «eucnemis», «caryi» и «arcticus» настолько незначительны, что в начале XX века некоторые исследователи предлагали объединить их в один панарктический вид горгоноцефалов.
В Северной Атлантике ареал Gorgonocephalus eucnemis пересекается с областью распространения другого вида горгоноцефалов — Gorgonocephalus lamarckii, отличающегося тем, что вся верхняя (аборальная) сторона диска у него так густо покрыта большим количеством мелких одинаковых иголочек, что поверхность диска кажется гладкой и бархатистой. В северо-восточной акватории Атлантического океана обитает ещё один вид — Gorgonocephalus caputmedusae, однако он распространён несколько южнее, чем Gorgonocephalus eucnemis.